# Руденко Марія Антонівна
Марія Антонівна Руденко (1912, село Довгалівка Нікопольського повіту Катеринославської губернії, тепер у складі міста Нікополя Дніпропетровської області — ?) — українська радянська діячка, секретар Волинського обкому КПУ, голова Луцького та Ковельського міськвиконкомів Волинської області. Член Ревізійної Комісії КПУ в березні 1954 — лютому 1960 р.

## Біографія
Трудову діяльність розпочала у 1931 році. Закінчила педагогічний технікум в місті Нікополі на Дніпропетровщині.
Член ВКП(б) з 1940 року.
У 1944—1946 роках — інструктор організаційного відділу Волинського обласного комітету КП(б)У.
У (затв. в серпні) 1946—1947 роках — завідувач відділу із роботи серед жінок Волинського обласного комітету КП(б)У.
З 1947 року — заступник голови виконавчого комітету Волинської обласної ради депутатів трудящих.
У 1953 році закінчила трирічну республіканську партійну школу при ЦК КПУ.
У березні 1953 — липні 1954 р. — голова виконавчого комітету Луцької міської ради депутатів трудящих Волинської області.
У червні 1954—1956 роках — секретар Волинського обласного комітету КПУ.
У 1956—1963 роках — голова виконавчого комітету Ковельської міської ради депутатів трудящих Волинської області.
Потім — на пенсії.

## Нагороди
- орден Трудового Червоного Прапора (7.03.1960)
- орден «Знак Пошани» (23.01.1948)
- медаль «За доблесну працю у Великій Вітчизняній війні 1941-1945 pp.»
- медалі
- Почесна грамота Президії Верховної Ради Української РСР